# 四氢噻喃-4-醇
四氢噻喃-4-醇是一种有机硫化合物，化学式为C5H10OS。它可由四氢噻喃-4-酮的还原反应制得，还原剂可选用氢气、硫化氢、硼氢化钠、氢化铝锂等。它和高碘酸钾反应，可以被氧化为砜（四氢噻喃-4-醇-1,1-二氧化物）。